# Плескачівка (Черкаський район)
Плескачі́вка — село в Україні, у Черкаському районі Черкаської області, у складі Березняківської сільської громади. У селі за даними перепису 2001 року мешкало 762 людей. Селом протікає річка Кельмаха.

## Населення

### Мовний склад
Рідна мова населення за даними перепису 2001 року:
| Мова       | Чисельність, осіб | Доля     |
| ---------- | ----------------- | -------- |
| Українська | 739               | 96,98 %  |
| Російська  | 22                | 2,89 %   |
| Інше       | 1                 | 0,13 %   |
| Разом      | 762               | 100,00 % |

## Історія
На землях села Плескачівка були виявлені залишки скіфського городища IV—III століття до н. е. На думку дослідників життя у городищі занепало внаслідок іноземного вторгнення.
За наявними джерелами село Плескачівка було засноване на початку XVII ст. Жителі села займалися в основному хліборобством, садівництвом і виробництвом глиняного посуду, оскільки місцевість багата на якісну глину. Майстрів, що вміли виробляти посуд з глини називали плескачами, звідки й пішла назва села.
В 1737 р. у селі побудовано Михайлівську церкву, також в той час в селі в урочищі Черешники діяв монастир-фортеця.
Жителі села брали участь у Визвольній війні 1648—1657 рр., Гайдамаччині, Коліївщині, історія села тісно пов'язана з такою важливою для даного регіону місцевістю як Холодний Яр.
У XVIII—XIX ст. Плескачівка належала поміщикам Красовським, з початку XX ст. — поміщиці Веселкіній. Тоді в селі було 323 двори, а населення становило 1831 особу. Працювали 2 кузні, 14 вітряків, хлібний магазин, православна церква і церковнопарафіяльна школа. За деякими даними, керівником у поміщицькому маєтку був Йосип Роде.
У 1917 рр. в с. Плескачівка, на той час Жаботинської волості, Черкаського повіту, Київської губернії була сформована дружина вільного козацтва у кількості 87 чоловік під проводом сотенного отамана Тодося Смовжа. У 1919—1922 рр. село входило до складу Холодноярської республіки.
У 1929 р. утворена артіль Червоний Жовтень.
В наш час недалеко від села діє дитячий табір «Козацька фортеця».

## Персоналії
У селі народилися Герої Радянського Союзу:
- Біганенко Никифір Ілліч (* 23 червня 1914 — † 26 червня 1977)[2];
- Гриб Михайло Іванович (* 2 жовтня 1919 — † 11 серпня 2003)[3];
- Чередниченко Леонід Григорович (1921—1990).

## Природно-заповідний фонд
На території громади розташовано ботанічний заказник місцевого значення Плескачівські первоцвіти.

## Галерея

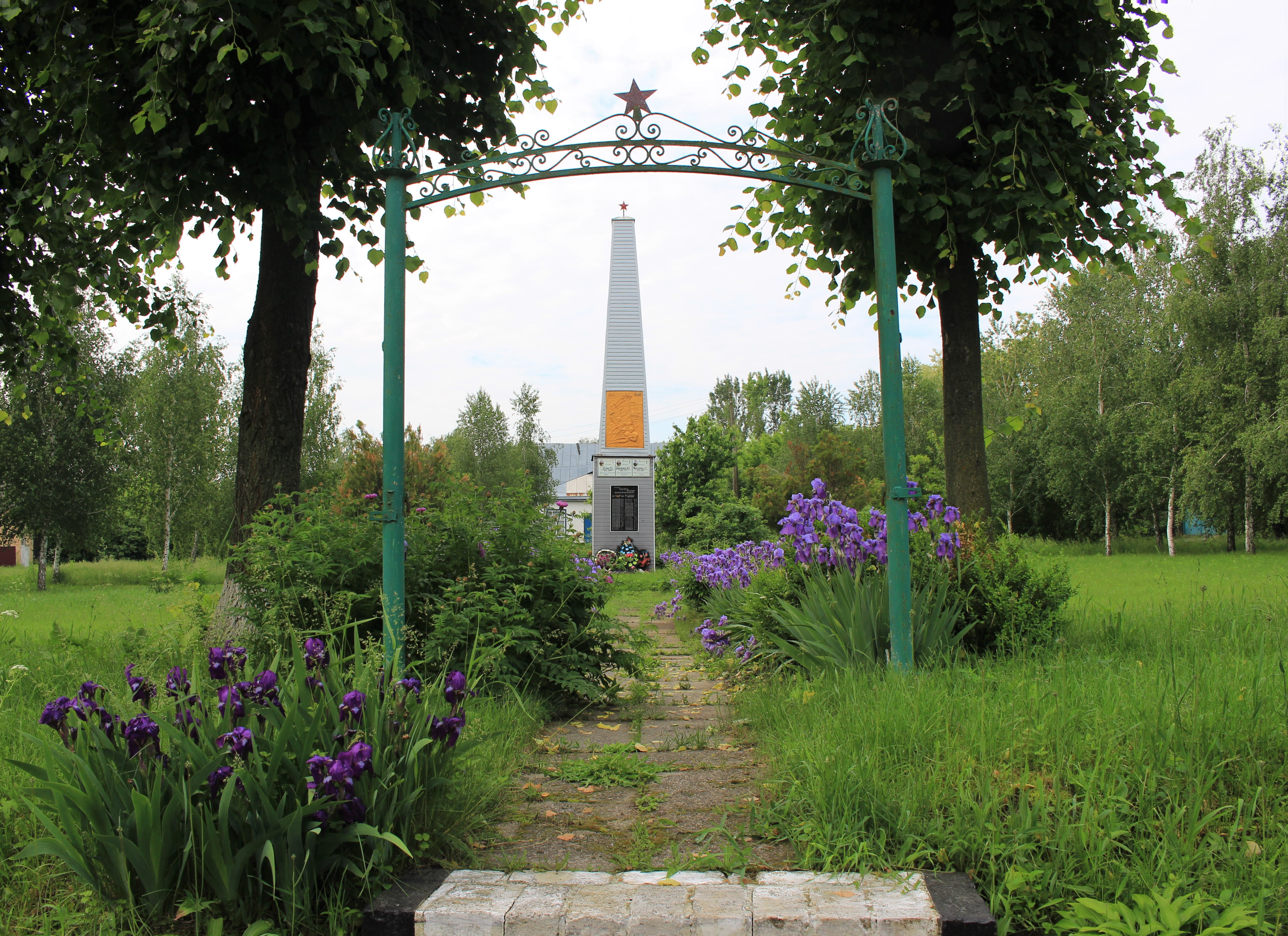
Пам'ятник воїнам-односельцям